# Madrasa Ulugh Beg (Samarcanda)
La Madrasa Ulugh Beg di Samarcanda è un'istituzione religiosa in Uzbekistan. Venne costruita da Ulugh Beg durante la dinastia timuride nel Registan, nel cuore della città antica di Samarcanda. Questa è la più antica delle tre madrasse del Registan e secondo la tradizione vi insegnò matematica il sovrano Ulugh Beg.

## L'edificio
La madrasa è stata costruita tra il 1417 al 1422. Questa edificio nell'angolo destro del Registan ha due piani di 56x81 metri. La facciata è diretta verso la piazza principale, e la struttura può essere ampiamente vista grazie alla sua altezza di 16,5 m. Accanto ad essa ci sono giardini con diversi tipi di fiori e alberi. L'arco è di 32 metri di altezza.
L'edificio è coronato da una cupola scanalata di azzurro. La decorazione esterna delle pareti è costituita da piastrelle blu, di una luce blu e bianca organizzate in decorazioni geometriche ed epigrafiche contro uno sfondo di mattoni in cotto. Tutti i modelli sono stati progettati in stile greco. La cupola ha un colore blu brillante con rosette profonde e macchie bianche. Con l'aiuto delle finestre storiche, la stanza è illuminata durante il giorno.

## Lo stile della madrasa

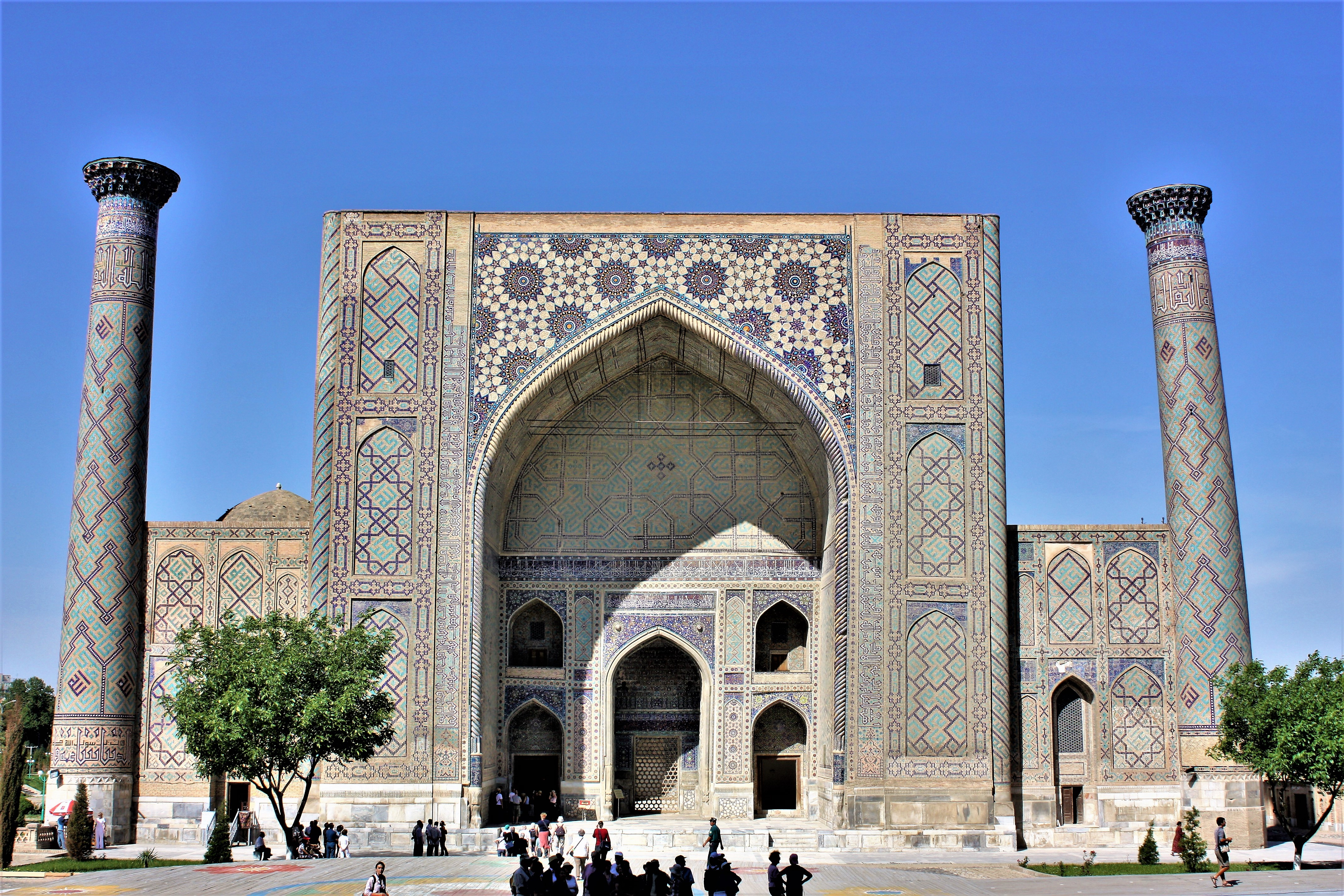
La facciata della madrasa

In ogni sezione vi sono sale, salotti e camere extra. Tutti e quattro gli angoli della madrasa sono ricoperti di aule e camere di preparazione alla lezione.
Delle tombe nascoste si trovano in una grande, alta cavità con ambienti profondi ai lati e decorazioni insolite. Quasi tutte le parti delle pareti sono ricoperte di ornamenti geometrici e fatte da mattoni cotti per rendere l'edificio più attraente. Di conseguenza, nessuno può vedere le tombe se non dopo una ricerca. Ognuna di queste tombe è decorata con dipinti.
Dietro l'edificio vi è il mausoleo "Chorsu Hovli" (30x30 m). Intorno a questo edificio vi sono 48 sezioni doppie. Le lapidi scolpite decorate nella sala interna del mausoleo, indicano semplicemente la posizione delle tombe reali in una cripta direttamente sotto la camera principale.
Ad est vi è un edificio grande e largo. Si tratta di una moschea costruita per Ulugh Beg. Tutti i suoi ornamenti sono speciali, per via delle loro scritte storiche.

## Galleria d'immagini

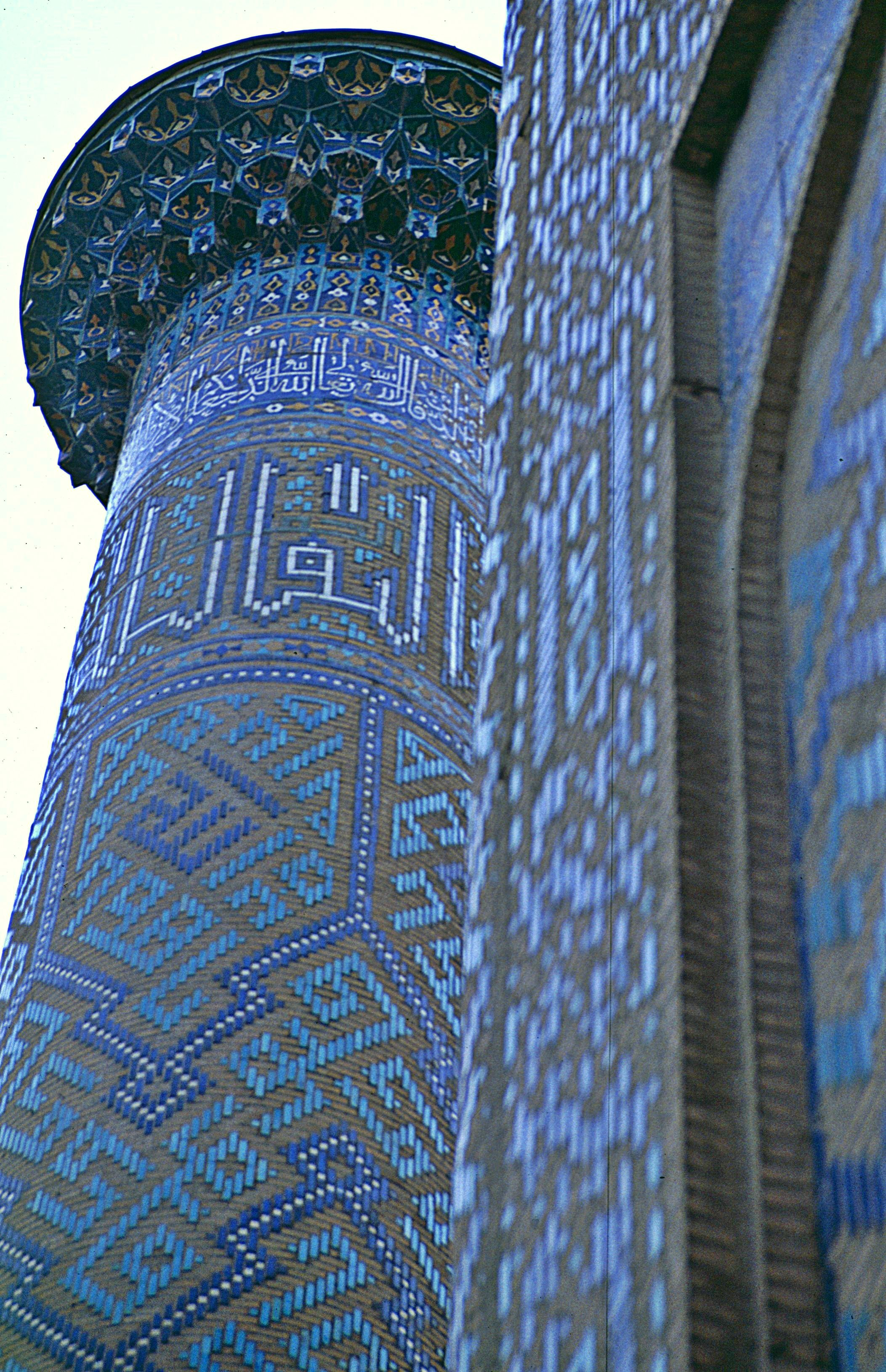
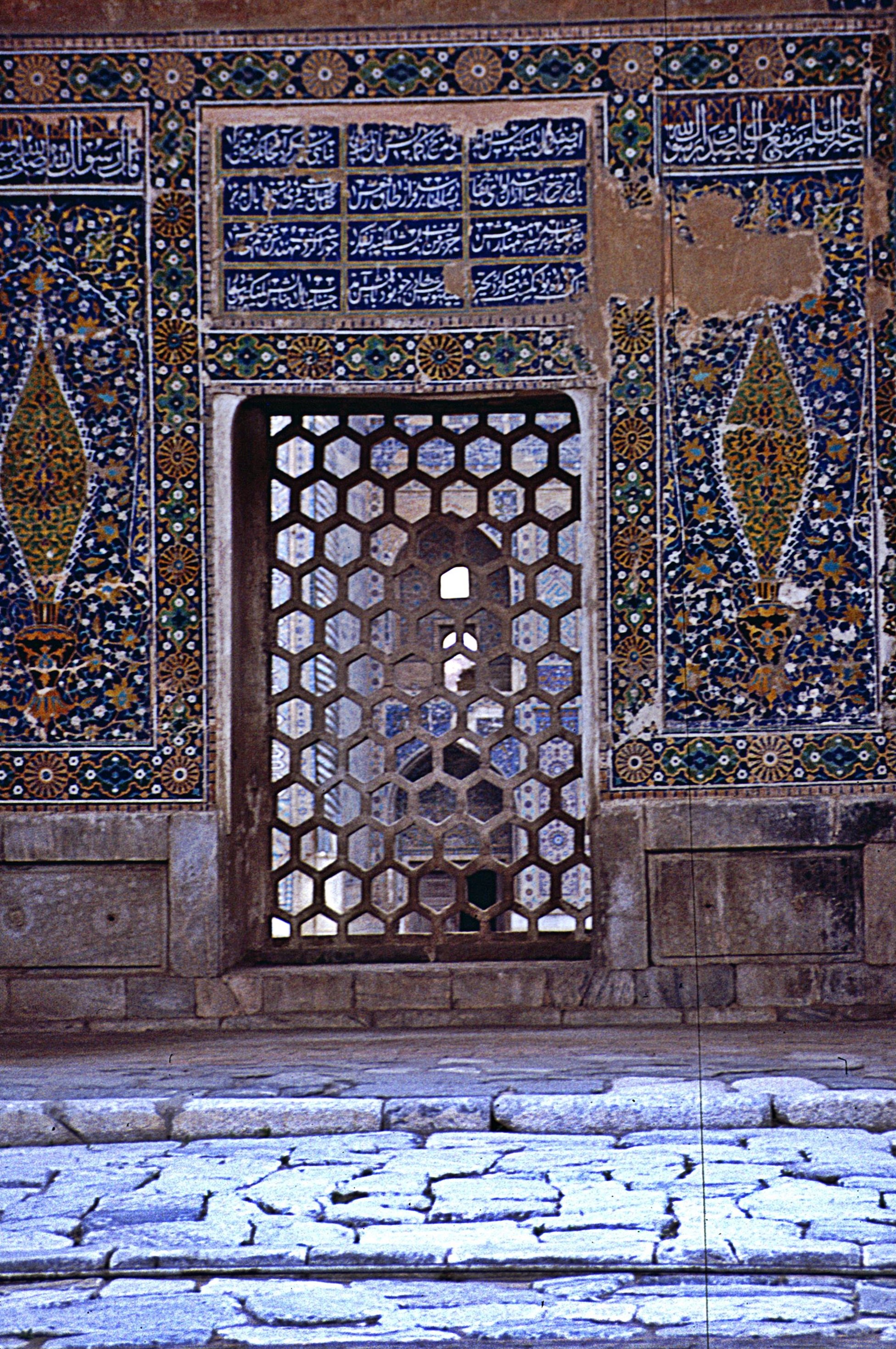
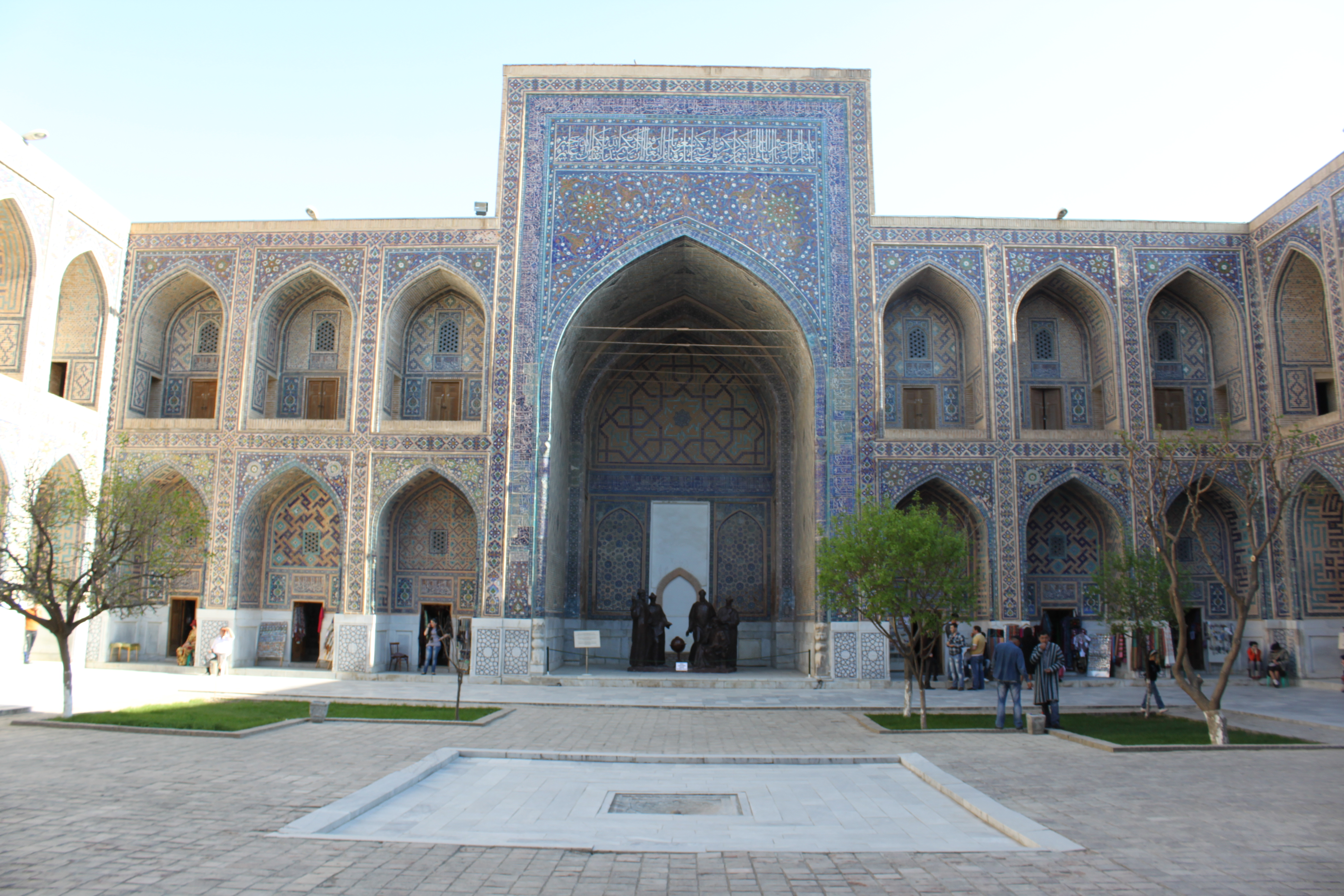
Cortile interno
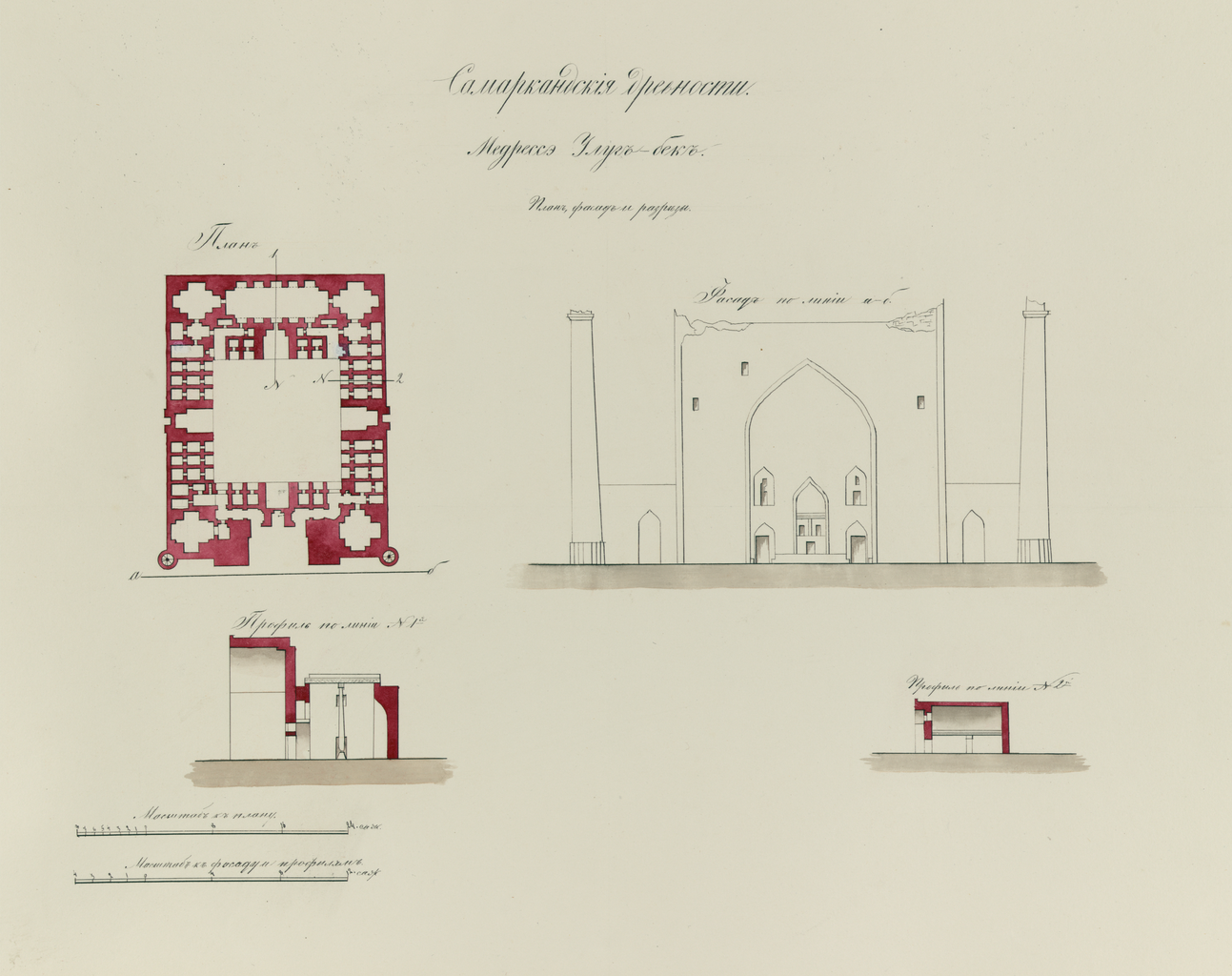
Mappa antica
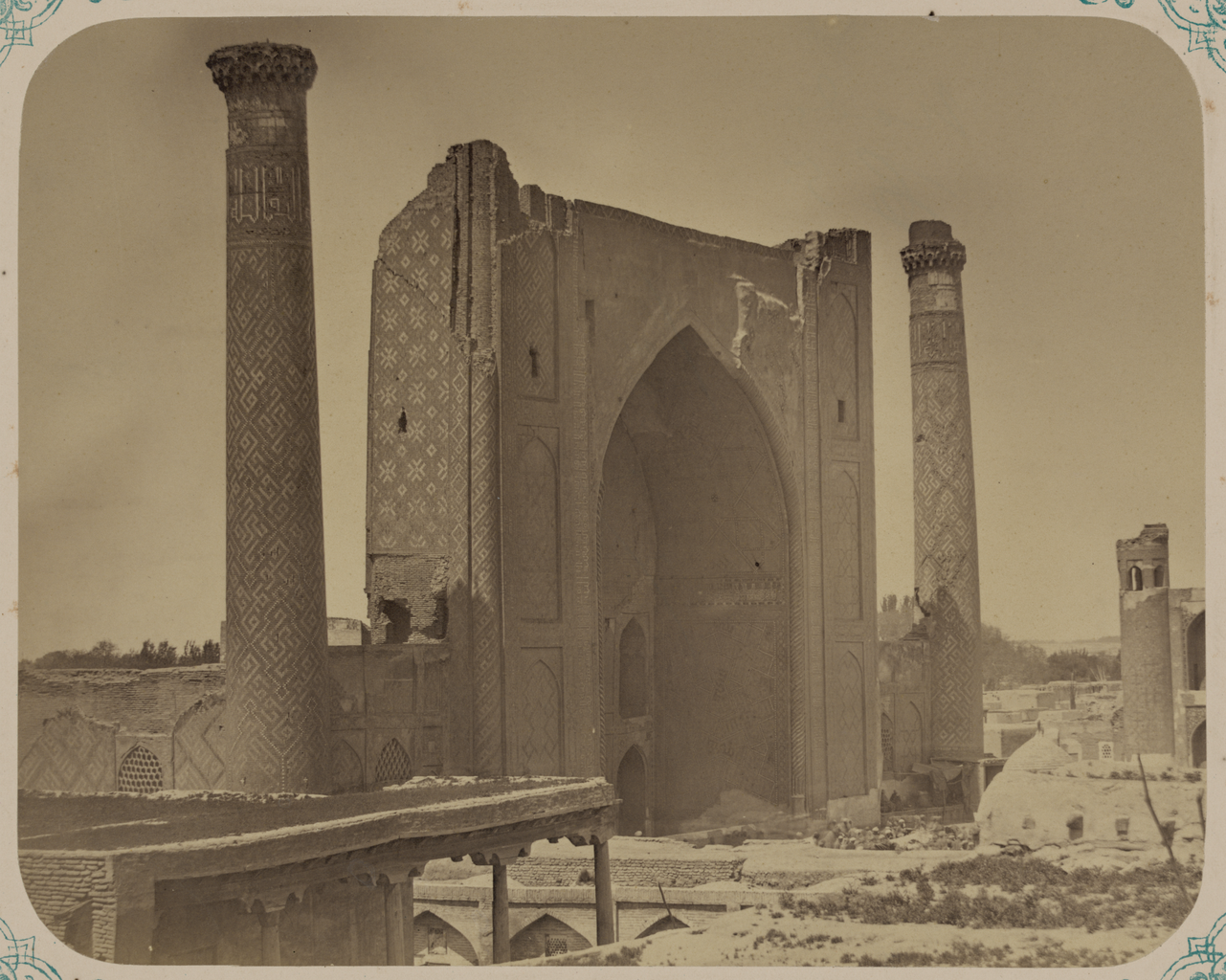
Foto storica